# 4281 Pounds
4281 Pounds (1985 TE1) là một tiểu hành tinh vành đai chính được phát hiện ngày 15 tháng 10 năm 1985 bởi Ted Bowell ở Flagstaff.